# La Chapelle-Montlinard
La Chapelle-Montlinard település Franciaországban, Cher megyében. Lakosainak száma 490 fő (2022. január 1.). La Chapelle-Montlinard Argenvières, Herry, Saint-Martin-des-Champs, La Charité-sur-Loire és Mesves-sur-Loire községekkel határos.

## Népesség
A település népességének változása:
| Lakosok száma | 477  | 515  | 506  | 495  | 493  | 484  | 471  | 468  | 467  | 490  |
|               | 1968 | 1982 | 1990 | 2006 | 2013 | 2015 | 2017 | 2019 | 2020 | 2022 |